# Оргазмо
Оргазмо (англ. Orgazmo) — вышедший в 1997 году фильм создателей анимационного сериала «Южный парк» Мэтта Стоуна и Трея Паркера.

## Сюжет
Сюжет фильма вертится вокруг Джо Янга (Трей Паркер), мормонского миссионера, который получает главную роль в порнофильме известного порнорежиссёра Макса Орбисона для того, чтобы заработать деньги на свадьбу со своей невестой Лизой. В порнофильме ему приходится играть супергероя по имени «Оргазмо» (так фильм и называется), сражающегося с преступностью, с помощью своего друга Чода Боя, которого сыграл Бен Чаплески, используя своё оружие, оргазматор (в некоторых переводах именуемый как оргазмайзер) — устройство, вызывающее оргазм у человека, если в него выстрелить. По договору с режиссёром Джо должен только драться (он знает кунг-фу), а в сексуальных сценах работает дублёр. Оргазмо выходит в свет, становясь хитом, и даже получает огромные кассовые сборы. Орбисон решает использовать успех фильма, чтобы заполучить ещё больше денег, и он уговаривает Джо сняться в продолжении. Тем временем Лиза приезжает в Лос-Анджелес и узнает о том, что Джо снимался в порно, что вызывает у неё потрясение. Джо решает уйти из фильма, но Орбисон похищает Лизу, ставя перед Джо ультиматум. Он должен закончить съёмки.
Сам же Джо решает спасти свою невесту при помощи реального оргазматора, созданного Беном. Вместе они проникают в дом Орбисона и спасают Лизу. Затем Джо и Бен понимают, что они способны на нечто большее, и решают стать реальными супергероями, Оргазмо и Чода Боем.

## Реальные порнозвёзды, появляющиеся в фильме
- Рон Джереми
- Чейси Лейн
- Джули Эштон
- Джилл Келли
- Макс Хардкор
- Кристи Лейк
- Джинна Файн
- Дэвиа Арделл
- Джаклин Лик
- Мелисса Хилл
- Серенити
- Мелисса Монет
- Барокка
- Юмико Кумасиро
- Анна Кадзуки
- Мия Надзуки
- Мао Асами

## Факты
- Фильм был снят и смонтирован уже в 1996 году.
- Когда Лиза впервые входит в видеомагазин, по телевизору идёт «Каннибал! Мюзикл».
- В сцене в видеомагазине, когда Лиза узнаёт, что Джо снимается в порнофильмах, на первом кадре видна полка с фильмами исключительно производства студии Troma. Студии Troma принадлежали права и на первый крупный фильм Паркера и Стоуна, «Каннибал! Мюзикл».
- Когда Лиза рассматривает кассеты с фильмами на полке, там встречаются такие редкие фильмы, как «Иисус Руки-ножницы», «Чтиво Иисуса» (где в главных ролях снимаются святой Пётр, Исайя, Матвей, Мария, Ной, Моисей, Каин и Ева), «Хороший, плохой, Иисус» и «Бешеный Иисус» с Робертом Де Ниро в главной роли.
- Намёки на «Оргазмо» — статуи или плакаты с изображением главного героя — встречаются во многих сериях «Южного парка»[3].

## Релиз
Премьера "Оргазмо" состоялась на Кинофестивале в Торонто в 1997 году. Американская ассоциация кинокомпаний присвоила фильму рейтинг NC-17, в результате чего в США был выпущен очень ограниченный прокат. Есть версия «без рейтинга», которая была выпущена на двустороннем DVD вместе с театральной версией; он длится на две минуты меньше, чем исходный 94-минутный выпуск. Фильм был выпущен на Blu-ray 12 мая 2015 года. Он включает в себя обе версии фильма и все особенности DVD.

## Критика
По состоянию на июль 2022 года сайт Rotten Tomatoes дал фильму оценку 47 % при средней оценке 4,8 из 10 на основе 32 рецензий. Консенсус критиков на веб-сайте гласил: «Более юный, чем провокационный, «Оргазмо» может иметь достаточно добродушный похаб, чтобы удовлетворить поклонников сценариста и режиссера Трея Паркера, но его сатира слишком мягкая, чтобы конкурировать с компанией «Южный парк» — лучшей работой создателя. По состоянию на сентябрь 2020 года фильм получил 48 баллов из 100 на Metacritic на основе 17 рецензий, что указывает на «смешанные или средние отзывы». Роджер Эберт дал фильму половину звезды из четырёх, аргументируя это тем, что в «Оргазмо» мало того остроумия, которое Паркер и Стоун привнесли в «Южном парке», и, кроме того, описывая фильм как «пустяк, бестактный, очевидный и неуклюжий, созданный для тех, кто обладает подобными качествами».
«Оргазмо» был признан культовым фильмом, в основном фанатами «Южного парка», который также создали Трей Паркер и Мэтт Стоун, также получив признание критиков. Его приём и рейтинг MPAA обсуждается в документальном фильме 2006 года «Этот фильм еще не оценён».